# 小伞虎耳草
小伞虎耳草（学名：Saxifraga umbellulata），为虎耳草科虎耳草属下的一个植物变种。